# Fenilbutazona
Fenilbutazona, também conhecida como butacifona, é uma droga de ação anti-inflamatória, antipirética e analgésica. A fenilbutazona é aplicada nos tratamentos da espondilite anquilosante, artrite reumatóide e síndrome de Reiter.
A fenilbutazona foi introduzida em 1949 para o tratamento da artrite reumatóide e doenças relacionadas. Embora ela seja um agente anti-inflamatório eficaz, efeitos tóxicos graves limitam sua utilização a longo prazo. Este grupo de medicamentos inclui fenilbutazona, oxifenbutazona, antipirina, aminopirina e dipirona. Esses agentes têm sido usados clinicamento há muito anos; embora não seja um medicamento de primeira linha, a fenilbutazona é o mais importante sob o ponto de vista terapêutico, enquanto a antipirina e aminopirina não são usadas hoje em dia. Embora a fenilbutazona, seja eficiente também contra a artrite da gota, os efeitos colaterais desaconselham seu uso nestes casos.

## Farmacologia
Os efeitos anti-inflamatórios da fenilbutazona são semelhantes aos dos salicilatos, porém sua toxicidade é muito diferente. Como ocorre com a aminopirina, a fenilbutazona pode causar agranulocitose. A farmacologia e a toxicologia da fenilbutazona e seus metabólitos e congêneres foram revistas detalhadamente. Devido o potencial de efeitos tóxicos graves, a fenilbutazona passou a ser um medicamento com utilidade extremamente limitada em comparação aos outros MAINE.

## Mecanismo de ação e síntese
A inibição da cicloxigenase (COX) representa o fator principal no mecanismo de ação da fenilbutazona, diminuindo a produção das prostaglandinas (principalmente das séries "E" e "F") que participam do desenvolvimento das reações inflamatória, dolorosa e febril. Em condições experimentais, a fenilbutazona também inibe as funções leucocitárias (quimiotaxia, liberação e/ou atividade de enzimas lisossômicas).
- Efeitos anti-inflamatórios: A fenilbutazona produz efeitos anti-inflamatórios marcantes e sua utilização freqüente para melhorar o desempenho dos cavalos de corrida é bem conhecida. Efeitos de certa forma semelhantes são demonstrados nos pacientes com artrite reumatóide e doenças relacionadas.

- Efeitos antipiréticos e analgésicos: Estes têm sido pouco estudados nos seres humanos. Para a dor de origem não-reumática, sua eficácia analgésica é inferior a dos salicilatos. Em virtude dos seres tóxicos, a fenilbutazona não deve ser usada rotineiramente como analgésico ou antipirético.

- Efeito uricosúrico: Em doses de cerca de 600 mg por dia, a fenilbutazona produz um efeito uricosúrico discreto atribuível provavelmente a um dos seus metabólitos, que reduz a reabsorção tubular do ácido úrico. Concentrações reduzidas deste medicamento inibem a secreção tubular do ácido úrico e causam a retenção de urato. Um congênere da fenilbutazona (sulfimpirazona) é muito mais eficaz como agente uricosúrico e tem sido útil no tratamento da gota crônica.

- Efeitos hidroeletrolíticos: A fenilbutazona causa retenção significativa de Na+ e cloreto, que se acompanha da redução do volume urinário e edema em alguns casos. A excreção do K+ não é alterada. Frequentemente, o volume plasmático aumenta em até 50% e, desta forma, alguns pacientes tratados com fenilbutazona desenvolvem descompensação cardíaca e edema pulmonar agudo.

- Farmacocinética e metabolismo. A fenilbutazona é absorvida rápida e completamente pelo trato gastrintestinal. Depois da utilização de doses terapêuticas, mais de 98% da fenilbutazona estão ligados às proteínas plasmáticas. A meia-vida deste medicamento no plasma é muito longa – 50 a 65 horas.

A fenilbutazona sofre transformação metabólica extensa nos seres humanos. A oxifenbutazona, que é um metabólito deste medicamento, tem atividades anti-reumáticas e retentoras de Na+ semelhantes às da fenilbutazona. A oxifenbutazona também se liga extensamente às proteínas plasmáticas e tem meia-vida plasmática de vários dias. Ela acumula-se significativamente durante a administração prolongada da fenilbutazona e contribui para os efeitos farmacológicos e tóxicos deste último composto.

### Absorção
A fenilbutazona é rápida e completamente absorvida pelo trato gastrintestinal ou pela mucosa retal. Após administração oral, as concentrações séricas máximas são atingidas em 2 horas, aproximadamente. Após administrações repetidas de 100, 200 ou 300 mg diariamente, as concentrações séricas médias são de 52, 83 e 95 µg/ml, respectivamente. A fenilbutazona administrada por via intramuscular é completamente absorvida. As concentrações plasmáticas máximas são observadas no período de 6 a 10 horas após a administração. Observou-se uma concentração plasmática máxima de aproximadamente 60 µg/ml após administração de dose única de 800 mg por via intramuscular.

### Distribuição
Em concentrações terapêuticas, a  porcentagem de fenilbutazona ligada às proteínas séricas (exclusivamente à albumina) é de 98 a 99%. Na concentração de 0,17 l/kg, o volume de distribuição é baixo. A fenilbutazona distribui-se no organismo em diversos tecidos e líquidos como, por exemplo, no líquido sinovial.

## = Biotransformação
A fenilbutazona é extensamente metabolizada no fígado. Menos de 1% da dose é excretada sob forma inalterada na urina. A fenilbutazona inibe o metabolismo de vários fármacos, mas também pode agir como indutora de enzimas hepáticas (ver "Interações medicamentosas"). O fármaco é transformado no metabólito ativo oxifembutazona. As medidas das áreas sob as curvas das concentrações séricas mostram que, das doses administradas, 63% circulam no plasma  como fenilbutazona não modificada, 23% como oxifembutazona e cerca de 2,5% na forma de outros hidroximetabólitos. Os principais metabólitos na urina são C-glicuronídeos da fenilbutazona e da gama - hidroxifenilbutazona.

### Eliminação
A meia-vida de eliminação plasmática da fenilbutazona é de aproximadamente 75 horas, com amplas variações inter e intra-individuais. As concentrações de "steady state" são similares em adultos jovens e idosos, embora haja uma tendência a aumentar a meia-vida de eliminação plasmática para 105 horas em idosos. Doenças renais não produzem alterações clinicamente relevantes na farmacocinética da fenilbutazona. Em  pacientes com cirrose hepática, a meia-vida plasmática da fenilbutazona pode ser prolongada. A fenilbutazona é excretada quase que completamente sob a forma de metabólitos: aproximadamente 3/4 na urina (cerca de 40% como C-glucoronídeo de fenilbutazona e aproximadamente 10 a 15% como C-glucoronídeo da gama-hidroxifenilbutazona) e cerca de 1/4 nas fezes.

## Uso terapêutico
Hoje em dia, a fenilbutazona não é considerada o medicamento de escolha para qualquer doença, embora ainda seja usada ocasionalmente no tratamento de gota aguda e artrite reumatóide e doenças relacionadas. A fenilbutazona deve ser usada apenas quando outros medicamentos tiverem falhado e, nestes casos, somente depois da avaliação cuidadosa dos riscos envolvidos e dos beneficios potenciais para o paciente. Além disso, esse medicamento deve ser usado unicamente para as exacerbações agudas da gota e artrite reumatóide e não para o tratamento prolongado. O uso indiscriminado da fenilbutazona no tratamento dos distúrbios músculo-esqueléticos triviais ou crônicos é desaconselhável.